# کوک‌اوزک
کوک‌اوزک (به قزاقی: Kokozek) یک منطقهٔ مسکونی در قزاقستان است که در استان آلماتی واقع شده‌است.